# Adolf Augustitš
Adolf Augustitš pl. Razdrtovski (madžarsko razdertai Augusztits Adolf), slovenski katoliški duhovnik, dekan Slovenske okrogline na Ogrskem, nadzornik slovenskih (prekmurskih) šol in sodnik županijske table v Železni in Zalski županiji, * 27. februar 1786, Dobrovnik, † 4. september 1863, Markišavci.
Rodil se je v slovenski plemiški družini kot otrok Števana Augustitša in Ane Šomšitš. Študiral je bogoslovje; v duhovnika so ga posvetili 10. septembra 1809. Zatem je bil kaplan v Dolnji Lendavi do leta 1811. Od februarja istega leta do aprila 1816 je bil administrator kančevske župnije, potem pa šestinštirideset let župnik v cerkvi Svetega Jurija pri Rogašovcih.
Augustitš je bil skrben in njegova vest je bila čista. Zato so ga imenovali za namestnika po smrti Imreta Hanšeka, dekana Slovenske okrogline (Slovenska krajina (Ogrska)) leta 1828. Že od leta 1833 je bil nadzornik šol v krajini, od 1836 pa dekan Slovenske okrogline. Leta 1862 je šel v pokoj in leto kasneje umrl v Markišavcih.
Govoril je madžarsko, prekmursko ter nemško.